# Mikkjel Hemmestveit
Mikkjel Hemmestveit, född 6 mars 1863 i Morgedal i Kviteseid i Telemark fylke, död 22 april 1957, var en norsk backhoppare och utövare av nordisk kombination. Han räknas som en av de stora piojärerna bakom utvecklingen av nordisk skidsport i Nordamerika. Hemmestveit representerade Morgedal Idrettslag.

## Karriär
Karriär i Norge
Mikkjel Hemmestveit växte upp i Morgedal i Telemark. Morgedal kallas ofta "skidsportens vagga" och har fostrat många utövare inom skidsport. Mikkjel Hemmestveit flyttade 1881 från Telemark till Kristiania tillsammans med sin bror Torjus Hemmestveit. Där startade bröderna Norges första skidskolor. Bröderna tävlade också i Husebyrennet, föregångaren till Holmenkollrennet. (Husebyrennet arrangerades i perioden 1879 till 1891 då man på grund av snöbrist flyttade tävlingarna till Holmenkollen där snöförhållanden var bättre.) Mikkjel Hemmestveit vann tävlingen i nordisk kombination i Huseby 1885 och 1886. Han vann även längdskidåkningen 1885 (4 km) och 1886 (11 km). 1883 blev han nummer två i nordisk kombination efter sin bror Torjus.
Karriär i USA
Mikkjel Hemmestveit flyttade till Minnesota i USA 1886. Här satte han bland annat det första officiella nordamerikanska rekordet i backhoppning då han hoppade 37 fot (ungefär 10 meter) i Red Wing i Minnesota 1887. Mikkjel Hemmetveits bror, Torjus, flyttade efter 1888. Bröderna startade skidskolor efter samma princip och idéer som skidskolorna i Kristiania. Bröderna Hemmestveit räknas bland de främsta pionjärerna i nordamerikansk skidsport.
Mikkjel Hemmestveit satte officiell världsrekord 1891 då han som första backhoppare hoppade längre än 100 fot. Han mättes till 102 fot (31,1 meter) och Mikkjel behöll rekordet två år innan han äldre bror, Torjus, hoppade en fot längre. Mikkjel Hemmestveit blev medlem av Aurora Ski Club i Red Wing och ändrade namnet till Mikkel Hemmestvedt.

## Utmärkelser
Mikkjel Hemmestveit tilldelades Holmenkollenmedaljen 1928 tillsammans med sin bror.